# Crocină
Crocina este o glicozidă carotenoidică, formată din crocetină și gentiobioză. Se regăsește în florile de brândușă și gardenia.